# Glenn Meade
Glenn Meade (Finglas, 1958) è uno scrittore irlandese.

## Carriera
Già negli anni '80, Meade ha scritto e diretto alcune opere allo Strand Theatre di Dublino. Lavorò anche come addestratore pilota per la Aer Lingus, prima di diventare giornalista ai quotidiani The Irish Times e Irish Independent.
Nel 1994, Meade pubblicò il suo primo romanzo, Brandenburg. Ad oggi, Meade è uno scrittore a tempo pieno, e i suoi romanzi sono stati tradotti in 26 paesi, tra cui Svezia, Francia, Turchia, Italia, Germania, Paesi Bassi e Spagna.

## Opere
- Brandenburg, traduzione di M. Borelli e G. Lonza, Piemme, 2000  [1994], ISBN 88-384-4863-9. (Brandenburg)
- (EN) Snow Wolf, New York, St. Martin's Press, 1996, ISBN 0-312-14421-0.
- Le sabbie di Saqqara, traduzione di A. Petrelli, Segrate, Piemme, 1999, ISBN 88-384-4320-3. (The Sands of Sakkawa)
- (EN) Resurrection Day, Londra, Hodder & Stoughton, 2002, ISBN 0-340-65747-2.
- (EN) Web of Deceit, Londra, Hodder & Stoughton, 2004, ISBN 0-340-83540-0.
- (EN) The Devil's Disciple, Londra, Hodder & Stoughton, 2006, ISBN 0-340-83542-7.
- Il secondo Messia, traduzione di G. P. Gasperi e E. Montemaggi, Newton Compton Editori, 2014  [2011], ISBN 978-88-541-6503-8. (The Second Messiah)
- (EN) Glenn Meade e Ray Rohan, Seconds to Disaster, Scotts Valley, CreateSpace, 2012, ISBN 978-1-4810-2643-7.
- (EN) The Romanov Conspiracy, Howard Pub Co, 2012, ISBN 978-1-4516-1186-1.
- (EN) The Last Witness, New York, G. P. Putnam's Sons, 2014, ISBN 978-0-399-16257-2.
- (EN) Unquiet Ghosts, Collins Crime Club, 2017, ISBN 978-0-00-820108-1.